# The Battlefield Band

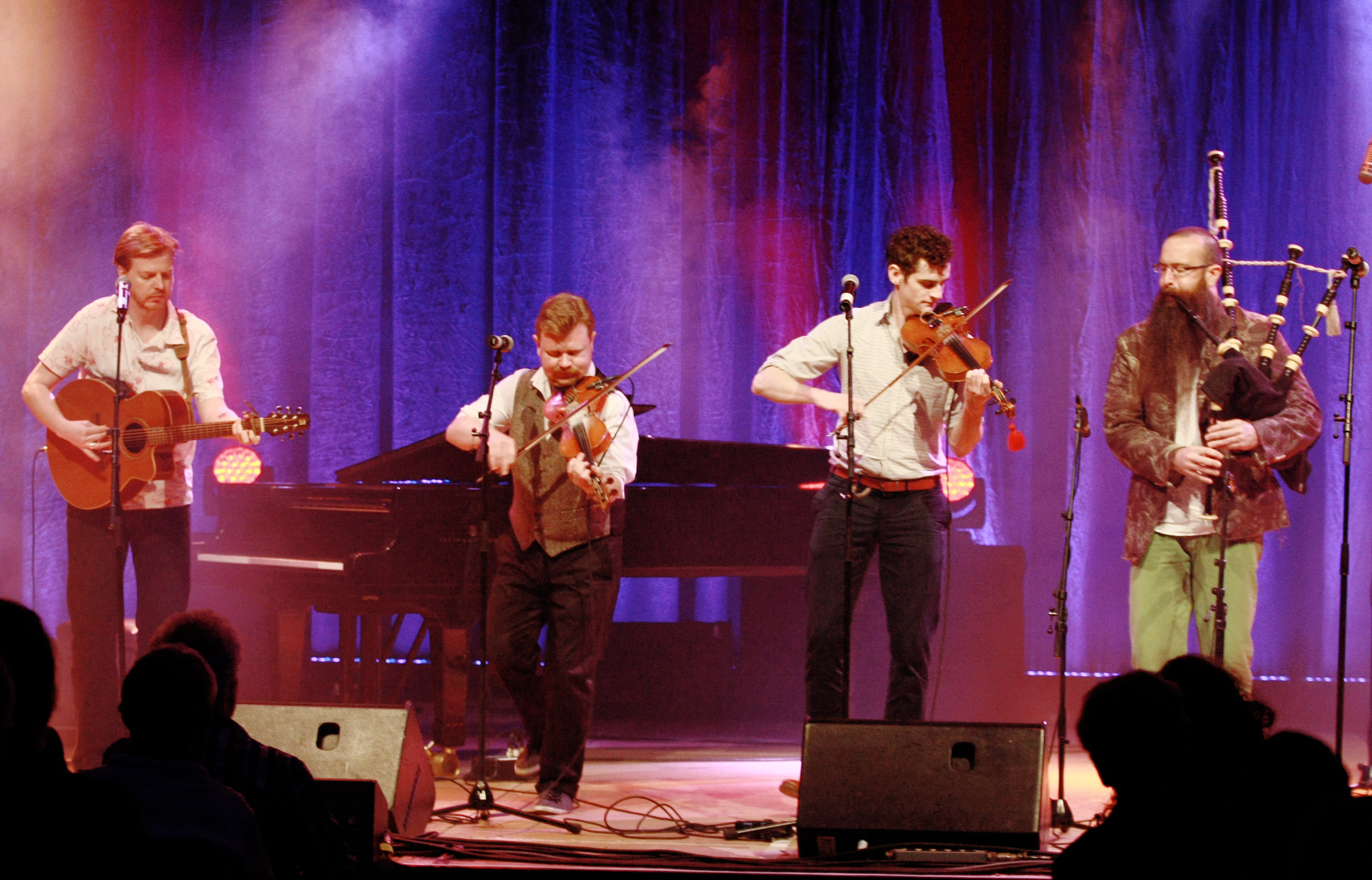
The Battlefield Band in 2012

The Battlefield Band is een Schotse folkband uit de jaren zeventig. In 1977 bestond de band uit de oprichters Brian McNeill, Alan Reid, Jim Barnes, Sylvia Barnes, Duncan MacGillivray en Jenny Clark. Daarna zou een grote productie van elpees en cd's op gang komen. De huidige band bestaat uit: 
- Alan Reid (de enig overgebleven oprichter) - toetsen, gitaar en zang
- Alasdair White - fiddle (viool), tinwhistle, banjo, bouzouki, doedelzak, bodhrán
- Mike Katz - doedelzak, verscheidene fluitjes, basgitaar
- Sean O'Donnell (verving Pat Kilbride in 2005) - zang en gitaar

## Discografie
- Battlefield Band - The Road Of Tears - 2006

- Battlefield Band - Out for the Night - 2004

- Battlefield Band - The Best of Battlefield Band - 2002

- Battlefield Band - Time & Tide - 2002

- Pat Kilbride - Nightingale Lane - 2002

- Battlefield Band - Happy Daze - 2001

- John McCusker - Yella Hoose - July 2000

- Battlefield Band - Leaving Friday Harbour - 2000

- Pat Kilbride - Rock & More Roses - 1999

- Battlefield Band - Rain, Hail or Shine - 1998

- Davy Steele - Chasing Shadows - 1998

- Alan Reid - The Sunlit Eye - 1997

- Battlefield Band - Across The Borders - 1997

- John McCusker - John McCusker - 1995

- Battlefield Band - Threads - 1995

- Battlefield Band - Quiet Days - 1993

- Battlefield Band - New Spring - 1991

- Brian McNeill - The Busker and the Devils Only Daughter - 1990

- Parcel O' Rogues - Parcel O' Rogues - 1989

- Battlefield Band - Home Ground - 1989

- Battlefield Band - Music In Trust - Volume 2 - 1988

- Battlefield Band - After Hours - 1987

- Battlefield Band - Celtic Hotel - 1987

- Battlefield Band - On The Rise - 1986

- Battlefield Band - Music In Trust - 1986

- Brian McNeill - Unstrung Hero - 1985

- Battlefield Band - Anthem For The Common Man - 1984

- Battlefield Band - There's A Buzz - 1982

- Battlefield Band - Home Is Where The Van Is - 1980

- Battlefield Band - Stand Easy & Preview - 1979/80 (opnieuw uitgebracht op cd in 1994)

- Battlefield Band - At The Front - 1978 (opnieuw uitgebracht op cd in 1994)

- Battlefield Band - Battlefield Band - 1977 (opnieuw uitgebracht op cd in 1994)